# Simple (football canadien)
Le simple ou rouge est un terme utilisé dans le football canadien pour désigner une manière d'inscrire un point.
Si le ballon est botté dans la zone des buts adverse, un simple est marqué :
1. lorsque le ballon, en possession d’un joueur, devient mort dans la zone des buts.
2. lorsque le ballon touche ou traverse la ligne de fond ou la ligne de côté dans la zone des buts et touche le sol, un joueur ou un objet à l’extérieur des limites[1].

Après un simple, l’équipe contre laquelle le simple a été marqué remet le ballon en jeu, premier essai, n’importe où entre les traits de remise en jeu de sa ligne de 35 verges (yards en Europe).